# ای‌سی‌اس ۱۰۰ سورا
ای‌سی‌اس ۱۰۰ سورا (به انگلیسی: ACS-100_Sora) یک هواگرد تک‌موتوره با ملخ کشنده (puller) از نوع سبک ورزشی ساخت شرکت Advanced Composites Solutions است.